# 올도이뇨 렝가이 화산
올도이뇨 렝가이 화산(영어: Oldoinyo Lengai)은 마사이어로 '신의 산'이란 뜻이고, 탄자니아 북부 나트론 호 남쪽에 위치한 활화산이다. 동아프리카 열곡대의 화산체중 하나이며, 성층화산에 속한다. 최근의 대형 분화는 2007년에 있었다. 올라갈 때는 6시간 정도 걸린다

## 용암
이 화산은 특이하게도 나트로탄산질 용암(natrocarbonatite lava)을 분출하고 있다. 용암의 온도는 약 섭씨 600도이며 짙은 회색을 띈다. 정상부에 오르게 되면 분화구 내의 용암 분출을 볼 수 있다.